# Sava (žensko ime)
Sava je žensko osebno ime.

## Izvor imena
Ime Sava je ženska oblika moškega osebnega imena Sava oziroma Savo.
Sava je tudi japonsko žensko ime.

## Različice imena
Savica, Savka (npr. Savka Dabčević-Kučar, Sava Sever) 

## Pogostost imena
Po podatkih Statističnega urada Republike Slovenije je bilo na dan 31. decembra 2007 v Sloveniji število ženskih oseb z imenom sava: 113.